# Gayuy
Gayuy (persiano گیوی‎; turco Küyü) o Givi è una città della provincia di Ardabil in Iran, capoluogo dello shahrestān di Kovsar.